# Trimenia weinmanniifolia
Trimenia weinmanniifolia är en tvåhjärtbladig växtart som beskrevs av Berthold Carl Seemann. Trimenia weinmanniifolia ingår i släktet Trimenia och familjen Trimeniaceae. Inga underarter finns listade.